# Афелін
Афелін (Aphelinus) — рід паразитних комах. Деякі види є важливими, оскільки вони паразитують сільськогосподарських шкідників.
Описано близько 50 видів.

## Деякі види
- Aphelinus abdominalis Dalman
- Aphelinus albipodus Hayat & Fatima
- Aphelinus asychis Walker
- Aphelinus certus
- Aphelinus chaonia Walker
- Aphelinus flaviventris Kurdjumov
- Aphelinus humilis Mercet
- Aphelinus lapisligni Howard
- Aphelinus mali (Haldeman)
- Aphelinus semiflavus Howard
- Aphelinus thomsoni Graham
- Aphelinus varipes (Foerster)